# Wojna langustowa
Wojna langustowa (port. Guerra da Lagosta, fr. Conflit de la langouste) – spór dotyczący połowu langust, który toczył się w latach 1961–1963 między Brazylią a Francją. 
Powodem była odmowa rządu Brazylii na połów langust przez francuskie statki rybackie w odległości 160 km od północno-wschodnich wybrzeży Brazylii argumentowana, że homary „pełzają wzdłuż szelfu kontynentalnego”. Francuzi twierdzili, że „homary pływają”, a zatem może je złowić każdy statek rybacki z dowolnego kraju.
W trakcie trwania tej „wojny” dochodziło do prezencji siły przez marynarki wojenne obu państw, nie doszło jednak do żadnych incydentów skutkujących w ofiarach śmiertelnych.
Jako, że konflikt miał miejsce miejsce przed opracowaniem Konwencji Narodów Zjednoczonych o prawie morza z 1982 roku, spór zakończył się podpisaniem obustronnej umowy z 10 grudnia 1964 r., która przyznała 26 francuskim statkom prawo do połowów na okres nie dłuższy niż pięć lat, pod warunkiem że dostarczą brazylijskim rybakom określoną kwotę zysku z działalności połowowej na tzw. „wyznaczonych obszarach”.